# Orthoretrovirinae
Die Orthoretrovirinae (von griech. ὀρϑός „aufrecht, richtig“) bilden eine Unterfamilie innerhalb der Virusfamilie Retroviridae (Retroviren). 
Als abgrenzendes Merkmal zu dieser Gattung (und damit zur Unterfamilie Spumaretrovirinae) gilt jener Zeitpunkt während der Virusvermehrung, an dem die virale RNA mithilfe der Reversen Transkriptase in DNA umgeschrieben wird. Bei den Orthoretroviren geschieht dies ganz zu Beginn der Virusvermehrung, an dessen Ende wiederum eine virale RNA in das Virusteilchen (Virion) verpackt wird. Bei den Spumaviren wird die Reverse Transkription erst während des Zusammenbaus der neu entstandenen Viruspartikel am Ende der Replikation aktiv, so dass das virale Genom dann als doppelsträngige DNA verpackt wird.

## Systematik
- Familie Retroviridae

- Unterfamilie Orthoretrovirinae

- Gattung Alpharetrovirus
- Gattung Betaretrovirus
- Gattung Gammaretrovirus
- Gattung Deltaretrovirus
- Gattung Epsilonretrovirus
- Gattung Lentivirus